# Kavaliershaus (Darmstadt)

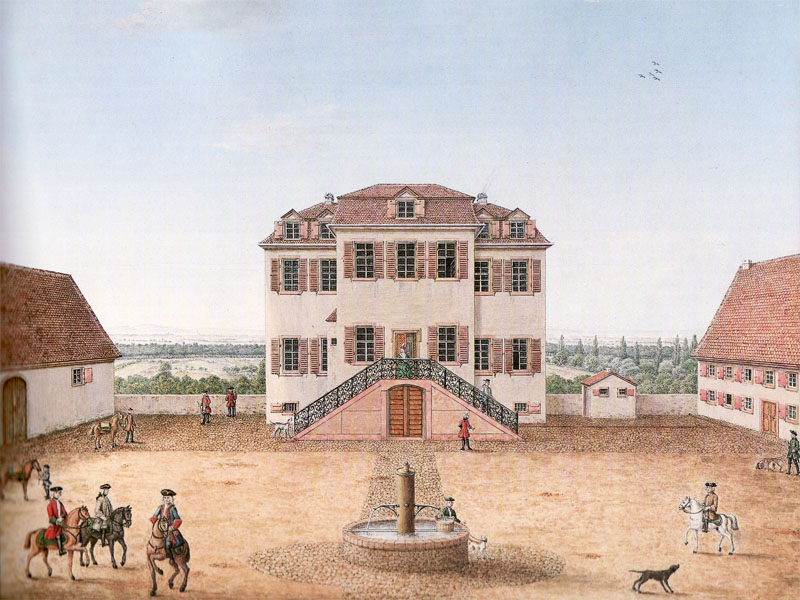
Kavaliershaus (1872)

Das Kavaliershaus ist ein barockes Bauwerk im heutigen Darmstädter Stadtteil Bessungen in Hessen  und war Mittelpunkt des Bessunger Jagdhofes.

## Architektur und Geschichte
Das zwischen 1709 und 1725 erbaute zweigeschossige barocke Kavaliershaus ist der Kopfbau einer rechteckigen Hofanlage. Das Kavaliershaus diente temporär dem Jagdbetrieb, es war nicht als repräsentatives Palais, sondern als Zweckbau und Mittelpunkt des Bessunger Jagdschlosses konzipiert.  
Mit der westlichen Bruchsteinwand und der nach beiden Seiten ausgreifenden Stützmauer ist das Bauwerk  auf Fernwirkung abgestellt. Das breitgelagerte siebenachsige Bauwerk besitzt einen symmetrischen vorgelagerten, zweiachsigen Mittelrisalit. Das Kellergeschoss ist als Gewölbekeller mit einem darüberliegenden Kriechkeller ausgebildet.
Über dem massiven Specksteinsockel befinden sich (mit Ausnahme der westlichen Gebäudewand) Fachwerkwände. Eine konstruktive Besonderheit stellt eine das Fachwerk verkleidende ca. fünf cm dicke Ziegeldecke dar, die im Verbund mit der Gefachausmauerung steht und mit handgeschmiedeten Nägeln befestigt ist. Das Dachgeschoss und der Spitzboden sind als biberschwanzgedecktes Mansarddach mit Kehlbalkendachstuhl ausgebildet. Das Bauwerk mit einer verputzten Fassade wird über eine repräsentative zweiläufige Freitreppe erschlossen.
Im Inneren ist das Gebäude schlicht gestaltet.

## Das Kavaliershaus heute
Seit 1997 beherbergt das Kavaliershaus das Jazzinstitut Darmstadt.